# Cassandra Steen/Diskografie
Diese Diskografie ist eine Übersicht über die musikalischen Werke der US-amerikanischen Pop-Soul-Sängerin Cassandra Steen. Den Schallplattenauszeichnungen zufolge hat sie bisher mehr als 550.000 Tonträger verkauft. Ihre erfolgreichste Veröffentlichung ist die Single Stadt mit über 300.000 verkauften Einheiten.

## Alben

### Studioalben
| Jahr | Titel Musiklabel                     | Höchstplatzierung, Gesamtwochen, AuszeichnungChartplatzierungen (Jahr, Titel, Musiklabel, Platzierungen, Wochen, Auszeichnungen, Anmerkungen) | Höchstplatzierung, Gesamtwochen, AuszeichnungChartplatzierungen (Jahr, Titel, Musiklabel, Platzierungen, Wochen, Auszeichnungen, Anmerkungen) | Höchstplatzierung, Gesamtwochen, AuszeichnungChartplatzierungen (Jahr, Titel, Musiklabel, Platzierungen, Wochen, Auszeichnungen, Anmerkungen) | Anmerkungen                                                |
| Jahr | Titel Musiklabel                     | DE | AT | CH | Anmerkungen                                                |
| ---- | ------------------------------------ | --- | --- | --- | ---------------------------------------------------------- |
| 2003 | Seele mit Herz 3p                    | DE59 (1 Wo.)DE | — | — | Erstveröffentlichung: 4. August 2003                       |
| 2009 | Darum leben wir Universal Music      | DE10 Gold · (36 Wo.)DE | AT65 (2 Wo.)AT | — | Erstveröffentlichung: 20. Februar 2009 Verkäufe: + 100.000 |
| 2011 | Mir so nah Universal Music           | DE5 (11 Wo.)DE | AT47 (1 Wo.)AT | CH44 (3 Wo.)CH | Erstveröffentlichung: 29. April 2011                       |
| 2014 | Spiegelbild Island Records / Polydor | DE42 (1 Wo.)DE | — | — | Erstveröffentlichung: 3. Oktober 2014                      |

### Weihnachtsalben
- 2020: Der Weihnachtsgedanke

## Singles

### Als Leadmusikerin
| Jahr | Titel Album                           | Höchstplatzierung, Gesamtwochen, AuszeichnungChartplatzierungen (Jahr, Titel, Album, Platzierungen, Wochen, Auszeichnungen, Anmerkungen) | Höchstplatzierung, Gesamtwochen, AuszeichnungChartplatzierungen (Jahr, Titel, Album, Platzierungen, Wochen, Auszeichnungen, Anmerkungen) | Höchstplatzierung, Gesamtwochen, AuszeichnungChartplatzierungen (Jahr, Titel, Album, Platzierungen, Wochen, Auszeichnungen, Anmerkungen) | Anmerkungen                                                              |
| Jahr | Titel Album                           | DE | AT | CH | Anmerkungen                                                              |
| ---- | ------------------------------------- | --- | --- | --- | ------------------------------------------------------------------------ |
| 2003 | Alles was du willst Seele mit Herz    | DE81 (1 Wo.)DE | — | — | Erstveröffentlichung: 9. Juni 2003 feat. Illmat!c                        |
| 2009 | Darum leben wir                       | DE6 (13 Wo.)DE | AT48 (6 Wo.)AT | — | Erstveröffentlichung: 30. Januar 2009                                    |
| 2009 | Stadt Darum leben wir                 | DE2 Platin · (37 Wo.)DE | AT3 (31 Wo.)AT | CH31 (26 Wo.)CH | Erstveröffentlichung: 29. Mai 2009 Verkäufe: + 300.000; feat. Adel Tawil |
| 2009 | Glaub ihnen kein Wort Darum leben wir | DE49 (3 Wo.)DE | — | — | Erstveröffentlichung: 30. Oktober 2009                                   |
| 2011 | Gebt alles Mir so nah                 | DE31 (9 Wo.)DE | — | — | Erstveröffentlichung: 1. April 2011                                      |
| 2011 | Tanz Mir so nah                       | DE28 (5 Wo.)DE | AT30 (2 Wo.)AT | — | Erstveröffentlichung: 5. August 2011                                     |

Weitere Singles
- 2003: Wie du lachst
- 2011: Soo
- 2013: Der erste Winter (feat. Silla)
- 2014: Spiegelbild
- 2014: Gewinnen
- 2014: Bessere Tage (feat. Tim Bendzko)
- 2019: Der Weihnachtsgedanke
- 2019: Gemeinsam (mit Monrath)
- 2020: Wenn es Winter wird

### Als Gastmusikerin
| Jahr | Titel Album                                                            | Höchstplatzierung, Gesamtwochen, AuszeichnungChartplatzierungen (Jahr, Titel, Album, Platzierungen, Wochen, Auszeichnungen, Anmerkungen) | Höchstplatzierung, Gesamtwochen, AuszeichnungChartplatzierungen (Jahr, Titel, Album, Platzierungen, Wochen, Auszeichnungen, Anmerkungen) | Höchstplatzierung, Gesamtwochen, AuszeichnungChartplatzierungen (Jahr, Titel, Album, Platzierungen, Wochen, Auszeichnungen, Anmerkungen) | Anmerkungen                                                                                    |
| Jahr | Titel Album                                                            | DE | AT | CH | Anmerkungen                                                                                    |
| --- | ---------------------------------------------------------------------- | --- | --- | --- | ---------------------------------------------------------------------------------------------- |
| 1997 | Wenn der Vorhang fällt Quadratur des Kreises                           | DE77 (3 Wo.)DE | — | — | Erstveröffentlichung: 3. November 1997 Freundeskreis feat. Wasi, Cassandra Steen & Sékou       |
| 2005 | Hoffnung stirbt zuletzt (Bonnie und Clyde) Electro Ghetto              | DE29 (9 Wo.)DE | — | — | Erstveröffentlichung: 31. Januar 2005 Bushido feat. Cassandra Steen                            |
| 2006 | Eines Tages Game Over                                                  | DE28 (13 Wo.)DE | — | — | Erstveröffentlichung: 19. Mai 2006 Azad feat. Cassandra Steen                                  |
| 2006 | Ich trage dich David Generation                                        | DE56 (5 Wo.)DE | — | — | Erstveröffentlichung: 20. Oktober 2006 mit Zeichen der Zeit                                    |
| 2008 | Wann MTV Unplugged – Wettsingen in Schwetzingen                        | DE35 (9 Wo.)DE | AT39 (6 Wo.)AT | — | Erstveröffentlichung: 28. November 2008 Xavier Naidoo feat. Cassandra Steen                    |
| 2009 | Never Knew I Needed Küss den Frosch (OST)                              | DE64 (5 Wo.)DE | — | — | Erstveröffentlichung: 4. Dezember 2009 Ne-Yo feat. Cassandra Steen                             |
| 2010 | Bitte hör’ nicht auf zu träumen (live) Alles kann besser werden – live | DE22 (30 Wo.)DE | AT71 (2 Wo.)AT | CH49 (2 Wo.)CH | Erstveröffentlichung: 22. Oktober 2010 Xavier Naidoo feat. Naturally 7 & Cassandra Steen       |
| 2013 | Unter die Haut Am seidenen Faden – Unter die Haut                      | DE16 Gold · (19 Wo.)DE | AT49 (4 Wo.)AT | CH59 (2 Wo.)CH | Erstveröffentlichung: 22. November 2013 Verkäufe: + 150.000; Tim Bendzko feat. Cassandra Steen |
| Folgende Lieder erschienen nicht als Single, wurden aber durch das Album zum Download und Streaming bereitgestellt und konnten somit eine Platzierung erlangen: |                                                                        | | | |                                                                                                |
| |                                                                        | | | |                                                                                                |
| 2021 | Eines Tages Widder                                                     | DE70 (1 Wo.)DE | — | — | Charteinstieg: 2. April 2021 Fler feat. Sido, Bass Sultan Hengzt & Cassandra Steen             |

Weitere Gastbeiträge
- 2005: Ist es Liebe? (W4C feat. Cassandra Steen)
- 2010: Pflaster (ECHO Version) (Ich + Ich feat. Gentleman, Cassandra Steen & Till Brönner)
- 2013: Der erste Winter (Silla feat. Cassandra Steen)
- 2018: Eine Sprache (Parallel mit Cassandra Steen)
- 2021: Liebes-Lied (Frida Gold mit Cassandra Steen)

## Sonstige Veröffentlichungen

### Gastbeiträge
| - 1997: Cassandra & Christina (Freundeskreis feat. Cassandra Steen) - 1997: Telefonterror (Freundeskreis feat. Cassandra Steen) - 2002: Fragezeichen (J-Luv feat. Cassandra Steen) - 2003: An Alle (Sabrina Setlur feat. Illmat!c, Moses Pelham, Franziska & Cassandra Steen) - 2004: Mehr von dir (Melbeatz feat. Curse & Cassandra Steen) - 2005: All of Us (Sékou feat. Cassandra Steen) - 2005: Bis wir uns wiedersehen (Bushido feat. Cassandra Steen) - 2006: The Living Daylights (Mister Bond feat. Cassandra Steen) - 2006: Du bleibst mir (Ischen Impossible feat. Cassandra Steen) - 2006: Zeit zurückdrehen (UnterWortverdacht feat. Cassandra Steen) - 2006: Wahre Liebe (Manuel Cortez feat. Lara Isabelle & Cassandra Steen) - 2007: Keine Zweifel (Snaga & Pillath feat. Cassandra Steen) - 2008: Halt Fest (Ercandize feat. Cassandra Steen) - 2008: Will nur wissen (Bernstein feat. Cassandra Steen) - 2008: Alle Männer müssen kämpfen (Xavier Naidoo feat. Cassandra Steen) - 2008: Dieser Weg (Unplugged Probemitschnitt)(Xavier Naidoo feat. Cassandra Steen) - 2009: Sie Leiden (Tone feat. Cassandra Steen) - 2009: Sie, ich & sie (Afrob feat. Cassandra Steen) - 2009: Wahrheit (Hassan Annouri feat. Cassandra Steen) - 2009: Du bist Vergangenheit (Kitty Kat feat. Cassandra Steen) - 2009: Frag nie, warum? (Yvonne Catterfeld feat. Cassandra Steen) - 2009: Du musst nur tiefer in dir graben (Marianne Rosenberg & Cassandra Steen mit dem Pinnacle Gospel Chor) - 2009: Wenn ich Mensch bin (Bill Ramsey, Roger Cicero & Cassandra Steen) | - 2010: Thinking About You (Gentleman feat. Cassandra Steen) - 2010: Stell dir diese Welt vor (Matteo Capreoli feat. Cassandra Steen) - 2010: Scheiß auf dein tut mir Leid (Kay One feat. Cassandra Steen) - 2011: Eine Frage der Zeit (Cutheta feat. Oneway & Cassandra Steen) - 2011: God Cares (Queen Esther Marrow feat. Cassandra Steen) - 2012: Angel (Lionel Richie feat. Cassandra Steen) - 2012: Liebe ist einfach/L’amore è una cosa semplice (Tiziano Ferro feat. Cassandra Steen) - 2012: Mr and Mrs Jones (Max Mutzke feat. Cassandra Steen) - 2012: Du und ich (Herr Sorge feat. Cassandra Steen) - 2012: Verschwörungstheorien mit schönen Melodien (Herr Sorge feat. Cassandra Steen) - 2012: HimmelfahrtsKommando (Moses Pelham / Cassandra Steen & Tex) - 2012: Höha (Moses Pelham / Cassandra Steen & Peppa Singt) - 2012: Ich lass’ Dich nicht zurück (Moses Pelham / Cassandra Steen & Peppa Singt) - 2012: MNS (Moses Pelham / Cassandra Steen & Peppa Singt) - 2012: Nicht ohne Sie (Moses Pelham / Cassandra Steen) - 2014: Shades & Shadows (Vincent feat. Cassandra Steen) - 2015: Geboren um zu leben (Unplugged) (Unheilig feat. Cassandra Steen) - 2015: Goldene Zeiten (Unplugged) (Unheilig feat. Cassandra Steen) - 2016: Ich lauf (Fahrenhaidt feat. Cassandra Steen & Vincent Malin) - 2017: Oh Love (Moses Pelham mit Cassandra Steen) - 2017: Symphonie (Moses Pelham mit Cassandra Steen) - 2017: Wer kommt mit mir? (David’s Song) (Moses Pelham mit Cassandra Steen) |

### Werbelieder
- 2012: Ich liebe das Leben (Weight Watchers)
- 2012: So schmeckt der Sommer (Langnese)

## Musikvideos
| Jahr | Titel                                      | Regisseur(e)                 |
| ---- | ------------------------------------------ | ---------------------------- |
| 1997 | Wenn der Vorhang fällt                     | Zoran Bihać                  |
| 2003 | Wie du lachst                              | Daniel Lwowski               |
| 2003 | Alles was du willst                        | Katja Kuhl                   |
| 2003 | Liebe                                      | Katja Kuhl                   |
| 2005 | Hoffnung stirbt zuletzt (Bonnie und Clyde) | Hinrich Pflug                |
| 2006 | Eines Tages                                | Hinrich Pflug                |
| 2006 | Ich trage dich                             | Robert Bröllochs             |
| 2009 | Darum leben wir                            | Deborah Schamoni, Olaf Heine |
| 2009 | Stadt                                      | Hinrich Pflug                |
| 2009 | Glaub ihnen kein Wort                      | Miriam Dehne                 |
| 2009 | Never Knew I Needed                        | John Musker, Ron Clements    |
| 2009 | Du bist nicht mehr du                      | Andreas Z. Simon             |
| 2011 | Gebt alles                                 | Daniel Harder                |
| 2011 | Tanz                                       | Daniel Harder                |
| 2011 | Soo                                        | Daniel Harder                |
| 2013 | Unter die Haut                             |                              |
| 2014 | Gewinnen                                   |                              |
| 2014 | Shades & Shadows                           | Andreas Z Simon              |
| 2016 | Ich lauf                                   |                              |

## Statistik

### Chartauswertung
|                     | DE    | AT    | CH    |
| ------------------- | ----- | ----- | ----- |
| Nummer-eins-Alben   | DE—DE | AT—AT | CH—CH |
| Top-10-Alben        | DE2DE | AT—AT | CH—CH |
| Alben in den Charts | DE4DE | AT2AT | CH1CH |

|                       | DE     | AT    | CH    |
| --------------------- | ------ | ----- | ----- |
| Nummer-eins-Singles   | DE—DE  | AT—AT | CH—CH |
| Top-10-Singles        | DE2DE  | AT1AT | CH—CH |
| Singles in den Charts | DE15DE | AT6AT | CH3CH |

### Auszeichnungen für Musikverkäufe
Anmerkung: Auszeichnungen in Ländern aus den Charttabellen bzw. Chartboxen sind in ebendiesen zu finden.
| Land/RegionAuszeichnungen für Musikverkäufe (Land/Region, Auszeichnungen, Verkäufe, Quellen) | Gold     | Platin  | Verkäufe | Quellen           |
| -------------------------------------------------------------------------------------------- | -------- | ------- | -------- | ----------------- |
| Deutschland (BVMI)                                                                           | 2× Gold2 | Platin1 | 550.000  | musikindustrie.de |
| Insgesamt                                                                                    | 2× Gold2 | Platin1 |          |                   |